# إميليو كروز
إميليو كروز (بالإنجليزية: Emilio Cruz)‏ هو رسام وفنان أمريكي، ولد في 15 مارس 1938 في ذا برونكس في الولايات المتحدة، وتوفي في 10 ديسمبر 2004.